# Балка Жидова
Балка Жидова (рос. Б. Жидова) — балка (річка) в Україні у Берестинському й Лозівському районі Харківської області. Права притока річки Плесова (басейн Дніпра).

## Опис
Довжина балки приблизно 3,54 км, найкоротша відстань між витоком і гирлом — 3,17 км, коефіцієнт звивистості річки — 1,12. Формується декількома безіменними струмками та загатами. На деяких ділянках балка пересихає.

## Розташування
Бере початок на південній стороні села Тимченки. Тече переважно на південний схід і в селі Плисове впадає в річку Плесову, праву притоку Орільки.

## Цікаві факти
- У XIX столітті біля гирла балки на річці Плесова існувало декілька вітряних млинів[1].